# Hauteville (Aisne)
Hauteville és un municipi francès situat al departament de l'Aisne i a la regió dels Alts de França. L'any 2007 tenia 180 habitants.

## Demografia

### Població
El 2007 la població de fet d'Hauteville era de 180 persones. Hi havia 68 famílies de les quals 17 eren unipersonals (13 homes vivint sols i 4 dones vivint soles), 21 parelles sense fills i 30 parelles amb fills.
La població ha evolucionat segons el següent gràfic:
Habitants censats

### Habitatges
El 2007 hi havia 82 habitatges, 74 eren l'habitatge principal de la família, 5 eren segones residències i 3 estaven desocupats. Tots els 82 habitatges eren cases. Dels 74 habitatges principals, 59 estaven ocupats pels seus propietaris i 15 estaven llogats i ocupats pels llogaters; 3 tenien dues cambres, 11 en tenien tres, 14 en tenien quatre i 46 en tenien cinc o més. 50 habitatges disposaven pel capbaix d'una plaça de pàrquing. A 33 habitatges hi havia un automòbil i a 32 n'hi havia dos o més.

### Piràmide de població
La piràmide de població per edats i sexe el 2009 era:
| Homes | Edats   | Dones |
| ----- | ------- | ----- |
| 0     | 95 o +  | 0     |
| 0     | 90 a 94 | 0     |
| 0     | 85 a 89 | 4     |
| 0     | 80 a 84 | 4     |
| 4     | 75 a 79 | 8     |
| 0     | 70 a 74 | 4     |
| 8     | 65 a 69 | 0     |
| 4     | 60 a 64 | 8     |
| 0     | 55 a 59 | 4     |
| 4     | 50 a 54 | 4     |
| 8     | 45 a 49 | 4     |
| 8     | 40 a 44 | 8     |
| 12    | 35 a 39 | 12    |
| 4     | 30 a 34 | 4     |
| 4     | 25 a 29 | 4     |
| 4     | 20 a 24 | 0     |
| 5     | 15 a 19 | 12    |
| 4     | 10 a 14 | 4     |
| 4     | 5 a 9   | 0     |
| 8     | 0 a 4   | 8     |

## Economia
El 2007 la població en edat de treballar era de 114 persones, 81 eren actives i 33 eren inactives. De les 81 persones actives 75 estaven ocupades (45 homes i 30 dones) i 6 estaven aturades (3 homes i 3 dones). De les 33 persones inactives 10 estaven jubilades, 7 estaven estudiant i 16 estaven classificades com a «altres inactius».

### Ingressos
El 2009 a Hauteville hi havia 72 unitats fiscals que integraven 167 persones, la mediana anual d'ingressos fiscals per persona era de 17.337 €.

### Activitats econòmiques
Dels 4 establiments que hi havia el 2007, 3 eren d'empreses extractives i 1 d'una empresa classificada com a «altres activitats de serveis».
L'any 2000 a Hauteville hi havia 8 explotacions agrícoles.

## Equipaments sanitaris i escolars
El 2009 hi havia una escola maternal integrada dins d'un grup escolar amb les comunes properes formant una escola dispersa.

## Poblacions més properes
El següent diagrama mostra les poblacions més properes.